# Чобан Гирей
Чобан Гирей (Чобан Герай) — крымский царевич, сын хана Мухаммед Гирея.
В 1523 году после гибели отца он покинул Крым из-за нежелания подчиняться своему дяде Саадет Гирею, назначенному ханом турецким султаном Сулейманом Великолепным. Согласно О. Гайворонскому, Саадет Герай прибыл в Кафу, где во время встречи с ханом Газы Гераем, приказал его убить. Царевичи Баба и Чобан Гераи, младшие братья Газы Герая, были заключены в тюрьму.
Чобан Герай обосновался в Астрахани у хана Хусейна. В конце 1523 года участвовал в обороне Астрахани от ногайского князя Мамая. Брат Мамая Юсуф, участвуя в осаде Астрахани, действовал отдельным полком. Чобан Гирей при вылазке разбил отряд Юсуфа.